# Robiquetia vaupelii
Robiquetia vaupelii là một loài thực vật có hoa trong họ Lan. Loài này được (Schltr.) Ormerod & J.J.Wood mô tả khoa học đầu tiên năm 2002.